# Gina Lückenkemper
Gina Lückenkemper (ur. 21 listopada 1996 w Hamm) – niemiecka lekkoatletka specjalizująca się w biegach sprinterskich.
Piąta zawodniczka biegu na 200 metrów podczas mistrzostw świata juniorów młodszych w Doniecku (2013). Wraz z koleżankami z reprezentacji stanęła na najniższym stopniu podium w biegu rozstawnym 4 × 100 metrów na juniorskich mistrzostwach świata w Eugene (2014). Mistrzyni Europy juniorów na dystansie 200 metrów (2015). W tym samym roku startowała na mistrzostwach świata w Pekinie, podczas których zajęła 5. miejsce w sztafecie 4 × 100 metrów, a indywidualnie odpadła w eliminacjach biegu na 100 metrów. W 2016 podczas mistrzostw Europy rozgrywanych w Amsterdamie sięgnęła po brązowy medal w biegu na 200 metrów oraz w sztafecie 4 × 100 metrów. Uczestniczka igrzysk olimpijskich w Rio de Janeiro (2016). W 2017 zdobyła srebrny medal IAAF World Relays w biegu rozstawnym 4 × 200 metrów. Kilka miesięcy później w Londynie podczas mistrzostw świata wraz z koleżankami z reprezentacji zajęła czwarte miejsce w biegu rozstawnym 4 × 100 metrów, a indywidualnie odpadła w półfinale biegu na 100 metrów.
W 2022 zdobyła brązowy medal za bieg w sztafecie 4 × 100 metrów podczas mistrzostw świata w Eugene, a także sięgnęła po dwa złote medale mistrzostw Europy w Monachium w biegu na 100 i w biegu rozstawnym 4 × 100 metrów.
Złota medalistka mistrzostw Niemiec w różnych kategoriach wiekowych.

## Osiągnięcia
| Rok  | Impreza                                 | Miejsce        | Konkurencja        | Lokata     | Wynik         |
| ---- | --------------------------------------- | -------------- | ------------------ | ---------- | ------------- |
| 2012 | Mistrzostwa świata juniorów             | Barcelona      | bieg na 200 m      | półfinał   | 23,99         |
| 2013 | Mistrzostwa świata juniorów młodszych   | Donieck        | bieg na 200 m      | 5. miejsce | 23,53         |
| 2014 | Mistrzostwa świata juniorów             | Eugene         | bieg na 200 m      | 8. miejsce | 23,50w        |
| 2014 | Mistrzostwa świata juniorów             | Eugene         | sztafeta 4 × 100 m | 3. miejsce | 44,65         |
| 2015 | Mistrzostwa Europy juniorów             | Eskilstuna     | bieg na 200 m      | 1. miejsce | 22,41w        |
| 2015 | Mistrzostwa świata                      | Pekin          | bieg na 100 m      | eliminacje | 11,34         |
| 2015 | Mistrzostwa świata                      | Pekin          | sztafeta 4 × 100 m | 5. miejsce | 42,64         |
| 2016 | Mistrzostwa Europy                      | Amsterdam      | bieg na 200 m      | 3. miejsce | 22,74         |
| 2016 | Mistrzostwa Europy                      | Amsterdam      | sztafeta 4 × 100 m | 3. miejsce | 42,48         |
| 2016 | Igrzyska olimpijskie                    | Rio de Janeiro | bieg na 200 m      | półfinał   | 22,73         |
| 2016 | Igrzyska olimpijskie                    | Rio de Janeiro | sztafeta 4 × 100 m | 4. miejsce | 42,10         |
| 2017 | IAAF World Relays                       | Nassau         | sztafeta 4 × 200 m | 2. miejsce | 1:30,68       |
| 2017 | Superliga drużynowych mistrzostw Europy | Lille          | bieg na 100 m      | 2. miejsce | 11,35         |
| 2017 | Superliga drużynowych mistrzostw Europy | Lille          | sztafeta 4 × 100 m | 1. miejsce | 42,47         |
| 2017 | Mistrzostwa świata                      | Londyn         | bieg na 100 m      | półfinał   | 11,16         |
| 2017 | Mistrzostwa świata                      | Londyn         | sztafeta 4 × 100 m | 4. miejsce | 42,36         |
| 2018 | Mistrzostwa Europy                      | Berlin         | bieg na 100 m      | 2. miejsce | 10,98         |
| 2018 | Mistrzostwa Europy                      | Berlin         | sztafeta 4 × 100 m | 3. miejsce | 42,23         |
| 2019 | IAAF World Relays                       | Jokohama       | sztafeta 4 × 100 m | 3. miejsce | 43,68 (elim.) |
| 2019 | Mistrzostwa świata                      | Doha           | bieg na 100 m      | półfinał   | 11,30         |
| 2019 | Mistrzostwa świata                      | Doha           | sztafeta 4 × 100 m | 5. miejsce | 42,48         |
| 2021 | Igrzyska olimpijskie                    | Tokio          | sztafeta 4 × 100 m | 5. miejsce | 42,12         |
| 2022 | Halowe mistrzostwa świata               | Belgrad        | bieg na 60 m       | eliminacje | 7,33          |
| 2022 | Mistrzostwa świata                      | Eugene         | bieg na 100 m      | półfinał   | 11,08         |
| 2022 | Mistrzostwa świata                      | Eugene         | sztafeta 4 × 100 m | 3. miejsce | 42,03         |
| 2022 | Mistrzostwa Europy                      | Monachium      | bieg na 100 m      | 1. miejsce | 10,99         |
| 2022 | Mistrzostwa Europy                      | Monachium      | sztafeta 4 × 100 m | 1. miejsce | 42,34         |
| 2023 | Mistrzostwa świata                      | Budapeszt      | bieg na 100 m      | półfinał   | 11,18         |
| 2023 | Mistrzostwa świata                      | Budapeszt      | sztafeta 4 × 100 m | 6. miejsce | 42,98         |
| 2024 | World Athletics Relays                  | Nassau         | sztafeta 4 × 100 m | 4. miejsce | 42,93         |
| 2024 | Mistrzostwa Europy                      | Rzym           | bieg na 100 m      | 5. miejsce | 11,07         |
| 2024 | Mistrzostwa Europy                      | Rzym           | sztafeta 4 × 100 m | 4. miejsce | 42,61         |
| 2024 | Igrzyska olimpijskie                    | Paryż          | bieg na 100 m      | półfinał   | 11,09         |
| 2024 | Igrzyska olimpijskie                    | Paryż          | sztafeta 4 × 100 m | 3. miejsce | 41,97         |

## Rekordy życiowe
- bieg na 60 metrów (hala) – 7,11 (2018)
- bieg na 100 metrów – 10,93 (2024)
- bieg na 200 metrów – 22,67 (2016) / 22,41w (2015)